# Mszyca bzowa
Mszyca bzowa (Aphis sambuci) – mszyca z rodziny mszycowatych. Forma bezskrzydła jest ciemnoseledynowa z czarnymi odnóżami i syfonami. Forma uskrzydlona jest czarna.
Jest to niewielki owad żerujący na bzie czarnym. Żerowanie odbywa się od wiosny w dużych koloniach form bezskrzydłych, początkowo na pędach, później owady przechodzą również na spód liści i pędy kwiatowe. Następnie pojawia się forma uskrzydlona żerująca latem na roślinach łąkowych.